# Vicente Acero
Vicente Acero y Arebo (Cabárceno, Cantabria, 1675/1680-Sevilla, 1739) fue un arquitecto español del siglo XVIII.

## Trayectoria profesional
En octubre de 1721 el cabildo de Cádiz aceptó su proyecto para la Catedral nueva de la ciudad de Cádiz, siendo nombrado director de la obra. En 1729 se enfrentó al cabildo por disparidad de criterios sobre la cimentación de las torres, por lo que abandonó el trabajo. 
Su proyecto, muy modificado en la ejecución, era un intento de armonizar tradición y modernidad. Adoptó soluciones técnicas atrevidas.
También es el autor del diseño de la entrada a la ciudad llamada Puerta del Mar, proyecto ejecutado por Torcuato Cayón.
Fuera de Cádiz, destaca su fachada de la Catedral de Guadix (Guadix, Granada).